# HMS Rawalpindi
HMS Rawalpindi – brytyjski statek pasażerski, służący w okresie II wojny światowej jako krążownik pomocniczy. Został zatopiony przez niemieckie pancerniki 23 listopada 1939.

## Budowa i służba jako statek
Statek wodowano 26 marca 1925 w stoczni Harland and Wolff w Greenock (numer budowy 660), a ukończono 3 września 1925. Należał do serii czterech statków tego typu: "Rajputana", "Ranchi" i "Ranpura", przeznaczonych na trasę Londyn-Bombaj, dla brytyjskiego armatora Peninsular & Oriental Line (P&O) (w tej samej stoczni został zbudowany "Rajputana"). Nazwa pochodziła od miasta w brytyjskich Indiach (ob. w Pakistanie) Rawalpindi.
Był to średniej wielkości dwukominowy dwuśrubowy parowiec, o pojemności początkowo 16 619 BRT, a od 1931 – 16 697 BRT. Zabierał 310 pasażerów w I klasie i 290 w II klasie, a załoga liczyła 380 osób.

## Służba jako krążownik pomocniczy
Jeszcze przed wybuchem II wojny światowej, 24 sierpnia 1939 statek został przejęty przez rząd brytyjski i przebudowany następnie przez R & H Green & Silley Weir w stoczni Royal Albert Dock w Londynie na krążownik pomocniczy HMS "Rawalpindi". Uzbrojenie składało się z 8 pojedynczych armat 152 mm MK VII i 2 armat przeciwlotniczych 76 mm. Okręt stał się jednokominowcem, przez usunięcie tylnego komina. Zapas paliwa wynosił 2100 ts.
Okręt wszedł do służby już we wrześniu 1939 (według niektórych danych w październiku), po czym został skierowany do służby w ramach Patrolu Północnego (Northern Patrol) – patrolowania wód na północ od Wielkiej Brytanii w celu uniemożliwienia przedzierania się niemieckich jednostek na Atlantyk i z powrotem. Dowódcą był komandor Edward Kennedy. 19 października 1939 na północnym Atlantyku przechwycił niemiecki statek "Gonzenheim" (4574 BRT), który dokonał samozatopienia.
23 listopada 1939 o 15.51, patrolując między Wyspami Owczymi a Islandią, krążownik natknął się na niemiecki zespół pancerników "Scharnhorst" i "Gneisenau", udających się w rejsie rajderskim na północny Atlantyk, w celu odciągnięcia sił brytyjskich od krążownika "Admiral Scheer". Brytyjczycy przy tym błędnie rozpoznali pancernik jako krążownik ciężki "Deutschland". Dowódca "Rawalpindi" postawił zasłonę dymną i podjął walkę, skracając dystans, bez żadnych szans na powodzenie. O 16.03 "Scharnhorst", a o 16.11 "Gneisenau" otworzyły ogień. W krótkim czasie "Rawalpindi" został trafiony wielokrotnie pociskami 283 mm "Scharnhorsta", po czym o 16.16, płonący, został opuszczony przez załogę. Sam zdołał trafić "Scharnhorsta" jednym pociskiem 152 mm w rufę, powodując lekkie obrażenia załogi. Na miejsce akcji przypłynął krążownik lekki HMS "Newcastle", lecz niemieckie okręty już odpłynęły. Około godziny 20 opuszczony "Rawalpindi" zatonął na pozycji 63°40′N 12°31′W/63,666667 -12,516667, jako pierwszy brytyjski krążownik pomocniczy podczas tej wojny. Zginęło 279 ludzi załogi, a 21 zostało  uratowanych i wziętych do niewoli przez "Gneisenau" i 6 przez "Scharnhorsta", po czym następnego dnia jeszcze 11 odnalazł brytyjski krążownik pomocniczy HMS "Chitral". Mimo podjętych przez Brytyjczyków poszukiwań niemieckich pancerników, 27 listopada powróciły one do Niemiec z niewielkimi uszkodzeniami spowodowanymi przez sztorm.
Komandor Edward Coverley Kennedy, który zginął podczas starcia, został uhonorowany Mentioned in Despatches.